# Hyperolius tuberculatus
Espèce
Synonymes
- Rappia tuberculata Mocquard, 1897
- Hyperolius dintelmanni Lötters & Schmitz, 2004

Statut de conservation UICN

 LC  : Préoccupation mineure
Hyperolius tuberculatus est une espèce d'amphibiens de la famille des Hyperoliidae.

## Répartition
Cette espèce se rencontre, :
- dans l'extrême Sud-Est du Nigeria ;
- dans la moitié Sud du Cameroun ;
- dans l'ouest de la République centrafricaine ;
- au Gabon ;
- en Guinée équatoriale ;
- en République du Congo ;
- dans le nord de la République démocratique du Congo.

Elle pourrait être présente en Angola, au Rwanda et en Ouganda.

## Taxinomie
Hyperolius dintelmanni Lötters & Schmitz, 2004 a été placé en synonymie par Amiet en 2012.

## Publications originales
- Lötters & Schmitz, 2004 : A new species of tree frog (Amphibia; Hyperolius) from the Bakossi Mountains, south-west Cameroon. Bonner Zoologische Beiträge, vol. 52, p. 149-154 (texte intégral).
- Mocquard, 1897 : Sur une collection de Reptiles recueillis par M. Haug, à Lambaréné, Bulletin de la Société philomathique de Paris, sér. 8, vol. 9, p. 5-20 (texte intégral).